# Randall Gay

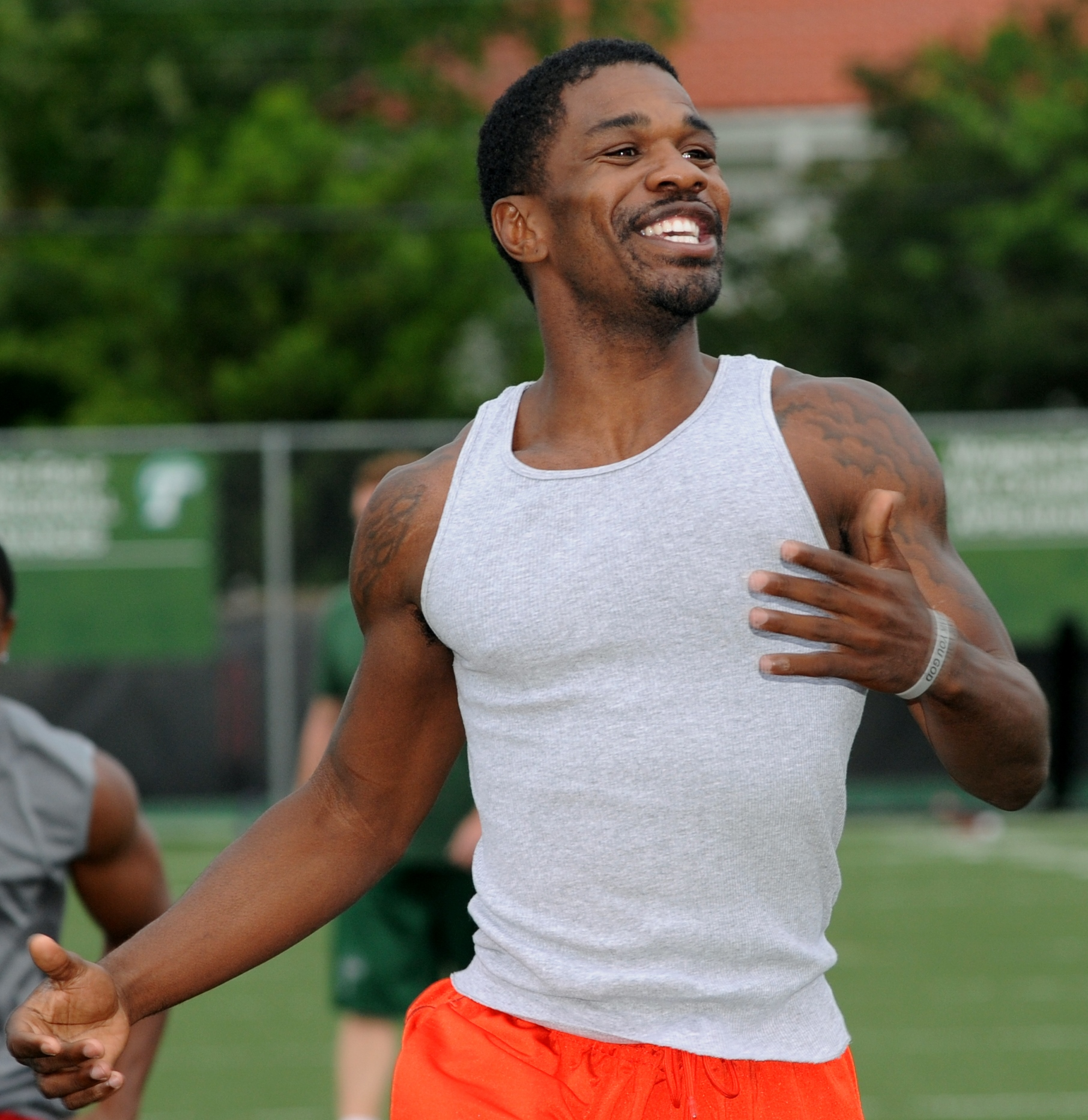
Imagem do jogador de futebol americano estadunidense Randall Gay.

Randall Gay é um jogador profissional de futebol americano estadunidense que foi campeão da temporada de 2009 da National Football League jogando pelo New Orleans Saints.